# 移ヶ岳
移ヶ岳（うつしがたけ）は、福島県田村市北鹿又地区にそびえる山。標高994 m。うつくしま百名山になっている。

## 登山口
登山は、移ヶ岳駐車場 瑞峰平から登ることができる。